# Natalija Holowkina
Natalija Wolodymyriwna Holowkina (ukrainisch Наталія Володимирівна Головкіна; * 9. Oktober 1975 in Charkow, Ukrainische SSR) ist eine ukrainische Badmintonspielerin.

## Karriere
Natalija Holowkina wurde 2000 und 2003 ukrainische Meisterin. Sie nahm an mehreren Weltmeisterschaften teil und siegte unter anderem bei den Croatian International, den Lithuanian International und den Bulgarian International.

## Sportliche Erfolge
| Saison | Veranstaltung                  | Disziplin   | Platz | Name                                  |
| ------ | ------------------------------ | ----------- | ----- | ------------------------------------- |
| 1999   | Weltmeisterschaft              | Mixed       | 9     | Valerij Strelcov / Natalia Golovkina  |
| 1999   | Croatian International         | Mixed       | 1     | Valery Strelcov / Natalia Golovkina   |
| 1999   | Bulgarian International        | Mixed       | 1     | Valerij Streltsov / Natalia Golovkina |
| 1999   | Croatian International         | Damendoppel | 1     | Natalja Esipenko / Natalia Golovkina  |
| 2000   | Ukraine: Einzelmeisterschaften | Damendoppel | 1     | Natalia Golovkina / Natalia Esipenko  |
| 2001   | Weltmeisterschaft              | Damendoppel | 33    | Natalja Esipenko / Natalia Golovkina  |
| 2001   | Lithuanian International       | Mixed       | 1     | Dmitry Miznikov / Natalia Golovkina   |
| 2001   | Lithuanian International       | Dameneinzel | 1     | Natalia Golovkina                     |
| 2003   | Weltmeisterschaft              | Damendoppel | 33    | Natalia Golovkina / Larisa Griga      |
| 2003   | Bulgarian International        | Mixed       | 1     | Dimitry Miznikov / Natalia Golovkina  |
| 2003   | Ukraine: Einzelmeisterschaften | Dameneinzel | 1     | Natalia Golovkina                     |